# Pilarik István (szuperintendens)
Pilarik István (Hernádmáté, Szepes megye, 1647 – Selmecbánya, 1710) Pilarik Ézsaiás selmeci tót pap fia, Pilarik István (1644–1720) evangélikus lelkész unokatestvére, ő maga a Bányai evangélikus egyházkerület püspöke 1704-től haláláig.

## Élete
Hazai tanulmányainak végeztével külföldre ment, hol a wittenbergi egyetemre 1666. október 1-jén iratkozott be s 1670. április 30-án magiszteri címet nyert. Még 1671-ben is ott időzött, de már 1673 első napján Ujfalusy László udvaránál volt alkalmazásban, míg 1676-ban Löwenben (Szilézia) lelkészkedett. Innét visszatérve hazájába, 1677 végén lévai lelkész lett, majd 1683 májusában a selmecbányai egyház hívta meg német lelkésznek. A bányai egyházkerület 1704. március 28-án szuperintendensévé választotta s részt vett a rózsahegyi zsinaton, melynek egyik legkiválóbb tagja volt. Meghalt 1710-ben nejével és gyermekeivel együtt pestisben.

## Munkái
- Disputatio Theologica De Officio Christi, Quam In noMIne IesV, Prophetae, SaCerDotIs & RegIs SaLUtIferI In Florentissima Ad Albim Academia Sub Praesidio ... Johannis Deutschmann ... publice defendendam suscepit ... die XVII. Augusti, Anno M. DC. LXVII. Wittenberg.
- De Mirabili Cum Filio Dei Jacobi Lucta Et Post Hanc Reportata Victoria, Ex Gen. XXXII. vers 24. seqq. Exercitium Academicum ... In Alma Wittenbergensi Concedente, Praeside ... Abrahamo Colovio ... Publice Ventilandam Exhibet Autor & Respondens ... Calendis Julii, A. O. R. M. DC. LXIX. Uo. (Ujabb kiadásai 1672., 1719.).
- De Nestorio, disputabunt Annuente Jehova Praeses M. Johannes Simon Francus ... & Respondens ... Anno M. DC. LXX. Uo.
- Ordo Filiorum Noachi Sem, Cham, Japhet, Auxiliante Clementissimi Numinis Gratia, Consensu Magnifici Theologorum Ordinis In Academia Wittebergensi Disputatione Publica Propositus, Praeside ... Johanne Deutschmann ... Promotore ... Omni Pietatis, Observantiae & Obsequii Cultu Aeternum Prosequendo. Auctore Respondente ... In Auditorio Theologorum XV. Cal. Jun. A. R. S. M. DC. LXXI. Uo. (Ujabb kiadása. Uo. 1677.).
- Solennia incipientis anni M. DC. LXXIII. Viro Generoso ... Ladislao Uyfalvsi De Diwiak Uyfalu ... Felicia & Fausta Precatur Cliens Officiosus. Leutschoviae, 1673. (Egy lapra nyomtatva, a m. tudom. akadémia könyvtárában.).
- Novo Anno Aerae Christianae M. DC. LXXVIII. Cels. Perill. Comiti ac Dno Augusto Comiti de Lignitc ... Comiti ac Dno Eliae Andreae Comiti de Henkel ... Dno Conrado Venceslao Sauerma. Libero Baroni de & in Jeltsch ... Dominis suis, Mecoenatibus ac Patronis colendis, Anagrammata ista, intentione pia, corde devoto, affectu sincero Iisdem & universis Ipsorum Familiis, Annum Novum felicem, ac ex omni parte beatum, praecatus, cum innumeris aliis, indubitata, gratiosissimi beneplacitus spe, sacrat & exhibet ... Vratislaviae (3 latin költemény).
- Zwölf-Jährige Evangelisch und Epistolische Kirchen-Arbeit, Von Anno 1678 bis 1690. Von dem Autore, zu Kräftiger Evangelischer Glaubens-Gründung, beständiger Christenthums-Erweisung, nöthiger Andachts-Erweckung, beqvemer Gedächtniss-Erläuchterung, nüzlicher Creutz-Bewährung, und ewiger Seeligkeit Beförderung, Frommen Hertzen zum besten, herausz gegeben. Dresden, 1691.
- Grex Pusillus. Die Kleine Heerde ... Leutschau, 1701. Ezenkívül igen sok üdvözlő verset írt wittenbergi egyetemi hallgató korában.